# Bahamas Democratic Movement
Bahamas Democratic Movement (englisch, kurz BDM; deutsch Bahamas demokratische Bewegung) war eine liberal-populistische Partei auf den Bahamas, die im Parlament ohne Abgeordneten blieb.

## Parteigeschichte
Die Partei wurde Ende 1998 in Nassau, der Hauptstadt der Bahamas, gegründet und trat erstmals im Februar 2000 offiziell in Erscheinung. Zu den Gründern der BDM gehörten unter anderem Cassius Stuart, Howard R. Johnson, Dario Roberts, George Carey und einige damalige Studenten der University of the Bahamas. Ein Hauptanliegen der Partei war die seitens der Regierung mangelhafte Einbeziehung junger Menschen in politische Entscheidungen. Ein Jahr später zerbrach die Partei aufgrund von Streitigkeiten zwischen Stuart und anderen Gründungsmitgliedern.
Die Partei beherrschte zweimal die Schlagzeilen der Bahamas. Am 3. Dezember 2001 unterbrachen Stuart und ein weiteres Parteimitglied eine Sitzung des Parlaments und ketteten sich mit Handschellen am Mace, dem zeremoniellen Statussymbol des Parlamentssprechers, an, um gegen das Gerrymandering der Regierung zu protestieren. Am 24. März 2005 hinderten dieselben Akteure den damals amtierenden Premierminister der Bahamas, Perry Christie, das Parlamentsgebäude zu betreten.